# Walter Caspari (Theologe)

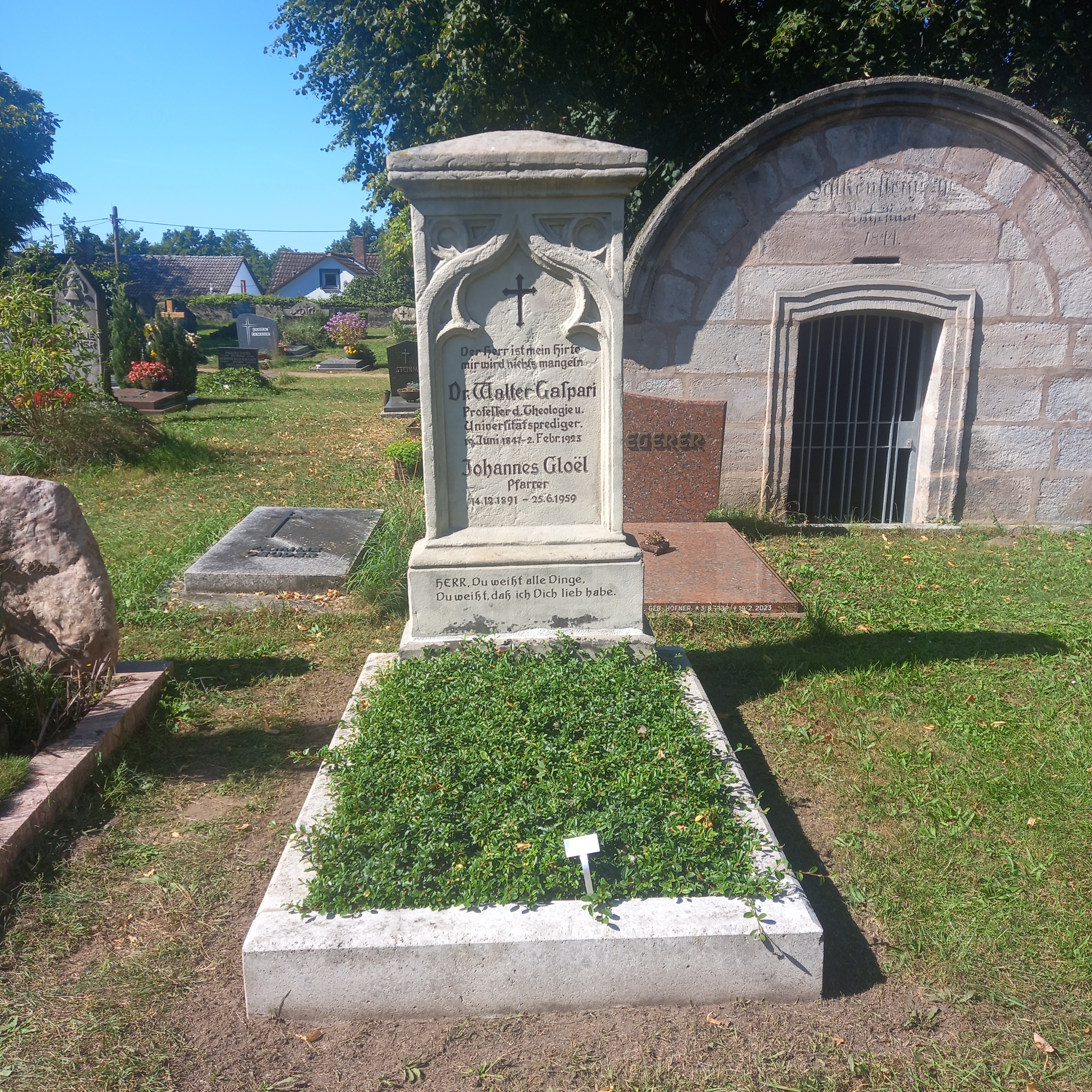
Das Grab von Walter Caspari auf dem Neustädter Friedhof in Erlangen

August Anton Nathanael Walter Caspari (* 19. Juni 1847 in Sommerhausen; † 2. Februar 1923 in Erlangen) war ein deutscher lutherischer Theologe und Geistlicher.

## Leben
Caspari war Sohn des Pfarrers Karl Heinrich Caspari. Nachdem er die Gymnasien in München und Augsburg besucht hatte, studierte er evangelische Theologie, zunächst ab 1864 an der Universität München, bevor er 1865 an die Universität Erlangen wechselte. 1867 und 1868 setzte er seine Studien an der Universität Leipzig fort, bevor er 1868 in Erlangen das theologische Examen bestand. Während seines Studiums in Erlangen wurde er 1868 Mitglied der Burschenschaft der Bubenreuther. Im Anschluss absolvierte er das Predigerseminar in München und wurde schließlich am 13. Juni 1869 ordiniert.
Caspari war anschließend in der Seelsorge und als Lehrer tätig. Er war von 1870 bis 1873 Stadtvikar und Religionslehrer in Würzburg, von 1873 bis 1883 Pfarrer der St. Martins Gemeinde in Memmingen und schließlich von 1883 bis 1885 Pfarrer der St.-Johannis-Gemeinde in Ansbach.
Caspari erhielt zum 1. November 1885 die Stellung als Universitätsprediger an der Universität Erlangen sowie als außerordentlicher Professor für Praktische Theologie. 1887 wurde er zum ordentlichen Professor für Praktische Theologie berufen. Er war Dekan der Theologischen Fakultät sowie im Studienjahr 1898/1899 Rektor der Universität. Zum 1. April 1919 erfolgte seine Emeritierung.
Der Theologe Wilhelm Caspari war sein Sohn.

## Ehrungen
- 1871: Medaille für Nichtkämpfer im Krieg
- 3. November 1885: Lic. theol. h. c. der Theologischen Fakultät der Universität Erlangen
- 1889: Ehrendoktorwürde der Theologischen Fakultät der Universität Leipzig (D. theol. h.c.)
- 1. Januar 1901: Verdienstorden vom Heiligen Michael, 4. Klasse
- 8. März 1911: Prinzregent-Luitpold-Medaille in Silber
- 23. August 1913: Geheimer Hofrat
- 7. Januar 1918: Ehrenkreuz des Verdienstordens vom Heiligen Michael

## Werke (Auswahl)
- Die epistolischen Perikopen nach der Auswahl von Prof. D. Thomasius. Exegetisch und homiletisch bearbeitet. 1883.
- Die evangelische Konfirmation, vornämlich in der lutherischen Kirche. 1890.
- Die geschichtliche Grundlage des gegenwärtigen evangelischen Gemeindelebens aus den Quellen im Abriss dargestellt. 1894.